# Витт, Катарина
Катари́на Витт (нем. Katarina Witt немецкое произношение: [kataʁiːna vɪt]; род. 3 декабря 1965, Западный Штаакен, Фалькензе) — немецкая фигуристка, двукратная олимпийская чемпионка в одиночном катании (1984, 1988), четырёхкратная чемпионка мира (1984, 1985, 1987, 1988), шестикратная чемпионка Европы (1983—1988 подряд), восьмикратная чемпионка ГДР.

## Карьера в спорте
Катарина Витт родилась 3 декабря 1965 года в Фалькензе. С 5 лет начала заниматься у тренера из ГДР Ютты Мюллер в спортклубе СК Карл-Маркс-Штадт. В 1977 году дебютировала на чемпионате ГДР. В 1979 году заняла 3-е место на чемпионате ГДР и дебютировала на чемпионате мира.
1 ноября 1988 года в честь взятия второго золота на Олимпийских играх в Калгари (Канада) КНДР выпустила почтовый блок (Sc #2795) с тремя изображениями Катарины Витт на льду.

## После спорта
С августа 1988 года являлась специальным послом Детского фонда ООН (ЮНИСЕФ). Закончив в 1988 году любительскую карьеру, выступала в профессиональных ледовых шоу. В 1989 году Витт стала работать по контракту с американской труппой балета на льду «Холидей он айс» по беспрецедентному (по тем временам) контракту: 3,78 млн долл США за 5 выступлений (ей лично — 20 % этой суммы, 80 % — спортивным организациям ГДР). В 1994 году приняла участие в шоу World Professional Championships in Landover
. После разрешения выступлений профессионалов на Олимпиадах приняла участие в своей третьей зимней Олимпиаде в 1994 году, где заняла 7-е место.
В 1994 году вышла в свет автобиография Витт «Meine Jahre Zwischen Pflicht und Kür» («Мои годы между обязательной и произвольной программами»). В 1996 году появился фильм «Ледяная принцесса» (совместный Германия — США) с Катариной в главной роли, а в 1998 году Витт снялась в фильме «Ронин» в эпизодической роли русской фигуристки Наташи Кирилловой.
Журнал Time назвал Витт «самым красивым лицом социализма». В 1998 году 32-летняя Катарина участвовала в эротической фотосессии для журнала Playboy, который добивался согласия фигуристки 10 лет. В декабрьском номере была опубликована серия впечатляющих фотоснимков, на которых полностью обнажённая спортсменка позирует на фоне тропической природы, под водопадом. В опубликованном интервью, сопровождавшем фотосессию, Витт пояснила, что решилась на этот шаг по просьбе своего друга, желавшего увидеть эти фотографии в журнале. Номер с участием Катарины вошёл в пятёрку самых продаваемых за все годы существования журнала Playboy. Размер полученного гонорара Витт хранит в тайне, уточнив, однако, что это была «приличная сумма».
С октября 2006 года Витт ведёт своё ТВ-шоу Stars auf Eis («Звёзды на льду») на немецком канале ProSieben.
В 2008 году 42-летняя Катарина решила окончательно проститься со льдом и завершить профессиональную карьеру. С 16 февраля по 4 марта прошли прощальные выступления «Шоу звезд» в восьми городах Германии.
По завершении карьеры фигуристки Витт планировала вести телевизионные программы, продюсировать шоу на льду, а также больше времени уделять основанному ею в 2006 году благотворительному фонду, оказывающему помощь детям-инвалидам. В 2010 году Катарина возглавила заявку Мюнхена на проведение Олимпиады-2018.
По состоянию на 2015 год Витт периодически снимается в кино, в частности, её можно увидеть в фильме «Джерри Магуайер» с Томом Крузом. Катарина ведёт программы на немецком телевидении, является судьёй в немецкой версии шоу «Звёзды на льду».

## Личная жизнь
Катарина Витт не замужем, детей нет. Одним из первых её бойфрендов в середине 1980-х годов был музыкант Инго Полиц. Сейчас Катарина живёт в Берлине, где у неё есть квартира. В интервью для российской печати Витт упоминала, что в её жизни была счастливая любовь и серьёзные отношения с мужчинами, однако ради брака она не может позволить себе пожертвовать профессией и прекратить заниматься любимой работой. Много путешествует по миру, часто бывает в Москве. Свободно говорит по-английски и вполне сносно по-русски.

## Спортивные достижения
| Соревнования            | 1979 | 1980 | 1981 | 1982 | 1983 | 1984 | 1985 | 1986 | 1987 | 1988 | 1994 |
| ----------------------- | ---- | ---- | ---- | ---- | ---- | ---- | ---- | ---- | ---- | ---- | ---- |
| Зимние Олимпийские игры |      |      |      |      |      | 1    |      |      |      | 1    | 7    |
| Чемпионаты мира         |      | 10   | 5    | 2    | 4    | 1    | 1    | 2    | 1    | 1    |      |
| Чемпионаты Европы       | 14   | 13   | 5    | 2    | 1    | 1    | 1    | 1    | 1    | 1    | 8    |
| Чемпионаты ГДР          | 3    | 2    | 1    | 1    | 1    | 1    | 1    | 1    | 1    | 1    | -    |
| Чемпионат Германии      |      |      |      |      |      |      |      |      |      |      | 2    |

### на английском языке
- Witt K. and Swift E. M. (2005). Only With Passion: Figure Skating's Most Winning Champion on Competition and Life. PublicAffairs, 192 pages, ISBN 978-1-5864-8274-9

### на немецком языке
- Witt, Katarina: Meine Jahre zwischen Pflicht und Kür, Goldmann, München 1995, 256 Seiten, ISBN 978-3-4421-2631-6
- Witt, Katerina: Katarina Witt: So viel Leben, Edel Books - ein Verlag der Edel Verlagsgruppe 2015, 192 Seiten, ISBN 978-3-8419-0323-5
- Witt, Katerina: Gesund und fit mit Kati Witt: So werden auch Sie fit mit dem Programm der erfolgreichsten Eiskunstläuferin aller Zeiten, Riva Verlag, München  2006, 256 Seiten, ISBN 978-3-9369-9422-3

- Manfred, Hönel und Grengel, Ralf: Katarina Witt, Powerplay-Verlag, Berlin 2002, 138 Seiten, ISBN 978-3-9804-6116-0